# Germania ai Giochi della XXVI Olimpiade
La Germania ha partecipato ai Giochi della XXVI Olimpiade di Atlanta, svoltisi dal 19 luglio al 4 agosto 1996, con una delegazione di 420 atleti.

## Medaglie
| Medaglia | Atleta | Sport              | Evento                                   |
| -------- | --- | ------------------ | ---------------------------------------- |
| Oro      | Lars Riedel | Atletica leggera   | Lancio del disco maschile                |
| Oro      | Astrid Kumbernuss | Atletica leggera   | Getto del peso femminile                 |
| Oro      | Ilke Wyludda | Atletica leggera   | Lancio del disco femminile               |
| Oro      | Kay Bluhm Torsten Gutsche | Canoa/kayak        | K2 500 m maschile                        |
| Oro      | Detlef Hofmann Thomas Reineck Olaf Winter Mark Zabel                                                                                   | Canoa/kayak        | K4 1000 m maschile                       |
| Oro      | Andreas Dittmer Gunar Kirchbach | Canoa/kayak        | C2 1000 m maschile                       |
| Oro      | Oliver Fix | Canoa/kayak        | Slalom K1 maschile                       |
| Oro      | Birgit Fischer Manuela Mucke Anett Schuck Ramona Portwich                                                                              | Canoa/kayak        | K4 500 metri femminile                   |
| Oro      | Andreas Hajek André Steiner Stephan Volkert André Willms                                                                               | Canottaggio        | 4 di coppia maschile                     |
| Oro      | Kathrin Boron Kerstin Köppen Katrin Rutschow-Stomporowski Jana Sorgers                                                                 | Canottaggio        | 4 di coppia femminile                    |
| Oro      | Jens Fiedler | Ciclismo           | Velocità individuale maschile            |
| Oro      | Ulrich Kirchhoff | Equitazione        | Salto individuale                        |
| Oro      | Ludger Beerbaum Ulrich Kirchhoff Lars Nieberg Franke Sloothaak                                                                         | Equitazione        | Salto a squadre                          |
| Oro      | Isabell Werth | Equitazione        | Dressage individuale                     |
| Oro      | Klaus Balkenhol Martin Schaudt Monica Theodorescu Isabell Werth                                                                        | Equitazione        | Dressage a squadre                       |
| Oro      | Andreas Wecker | Ginnastica         | Sbarra maschile                          |
| Oro      | Udo Quellmalz | Judo               | 65 kg maschile                           |
| Oro      | Ralf Schumann | Tiro               | Pistola automatica maschile              |
| Oro      | Christian Klees | Tiro               | Carabina libera a terra maschile         |
| Oro      | Thomas Flach Bernd Jäkel Jochen Schümann                                                                                               | Vela               | Soling                                   |
| Argento  | Frank Busemann | Atletica leggera   | Decathlon maschile                       |
| Argento  | Kay Bluhm Torsten Gutsche | Canoa/kayak        | K2 1000 m maschile                       |
| Argento  | Birgit Fischer Ramona Portwich | Canoa/kayak        | K2 500 m femminile                       |
| Argento  | Roland Baar Wolfram Huhn Detlef Kirchhoff Mark Kleinschmidt Frank Richter Thorsten Streppelhoff Peter Thiede Ulrich Viefers Marc Weber | Canottaggio        | Otto maschile                            |
| Argento  | Thomas Zander | Lotta greco-romana | 82 kg maschile                           |
| Argento  | Sandra Völker | Nuoto              | 100 m stile libero femminili             |
| Argento  | Franziska van Almsick | Nuoto              | 200 m stile libero femminili             |
| Argento  | Dagmar Hase | Nuoto              | 400 m stile libero femminili             |
| Argento  | Dagmar Hase | Nuoto              | 800 m stile libero femminili             |
| Argento  | Dagmar Hase Kerstin Kielgass Franziska van Almsick Sandra Völker Meike Freitag Simone Osygus                                           | Nuoto              | Staffetta 4x200 m femminile              |
| Argento  | Oktay Urkal | Pugilato           | Pesi welter                              |
| Argento  | Marc Huster | Sollevamento pesi  | 83 kg maschile                           |
| Argento  | Ronny Weller | Sollevamento pesi  | +108 kg maschile                         |
| Argento  | Petra Horneber | Tiro               | Fucile ad aria compressa femminile       |
| Argento  | Susanne Kiermayer | Tiro               | Double trap femminile                    |
| Argento  | Barbara Mensing Sandra Wagner Cornelia Pfohl                                                                                           | Tiro con l'arco    | Squadre femminile                        |
| Argento  | Jan Hempel | Tuffi              | Piattaforma maschile                     |
| Argento  | Annika Walter | Tuffi              | Piattaforma femminile                    |
| Bronzo   | Florian Schwarthoff | Atletica leggera   | 110 m ostacoli                           |
| Bronzo   | Andrej Tiwontschik | Atletica leggera   | Salto con l'asta maschile                |
| Bronzo   | Grit Breuer Linda Kisabaka Uta Rohländer Anja Rücker                                                                                   | Atletica leggera   | Staffetta 4x400 m femminile              |
| Bronzo   | Thomas Becker | Canoa/kayak        | Slalom K1 maschile                       |
| Bronzo   | André Ehrenberg Michael Senft | Canoa/kayak        | Slalom C2 maschile                       |
| Bronzo   | Thomas Lange | Canottaggio        | Singolo maschile                         |
| Bronzo   | Judith Arndt | Ciclismo           | Inseguimento individuale femminile       |
| Bronzo   | Richard Trautmann | Judo               | 60 kg maschile                           |
| Bronzo   | Marko Spittka | Judo               | 86 kg maschile                           |
| Bronzo   | Frank Möller | Judo               | +95 kg maschile                          |
| Bronzo   | Johanna Hagn | Judo               | +72 kg femminile                         |
| Bronzo   | Maik Bullmann | Lotta greco-romana | 90 kg maschile                           |
| Bronzo   | Arawat Sabejew | Lotta libera       | 100 kg maschile                          |
| Bronzo   | Mark Warnecke | Nuoto              | 100 m rana maschili                      |
| Bronzo   | Mark Pinger Christian Tröger Bengt Zikarsky Björn Zikarsky Alexander Lüderitz                                                          | Nuoto              | Staffetta 4x100 m stile libero maschile  |
| Bronzo   | Aimo Heilmann Christian Keller Christian Tröger Steffen Zesner Konstantin Dubrovin Oliver Lampe                                        | Nuoto              | Staffetta 4x200 m stile libero maschile  |
| Bronzo   | Sandra Völker | Nuoto              | 50 m stile libero femminili              |
| Bronzo   | Cathleen Rund | Nuoto              | 200 m dorso femminili                    |
| Bronzo   | Antje Buschschulte Simone Osygus Franziska van Almsick Sandra Völker Meike Freitag                                                     | Nuoto              | Staffetta 4x100 m stile libero femminile |
| Bronzo   | Zoltan Lunka | Pugilato           | Pesi mosca                               |
| Bronzo   | Thomas Ulrich | Pugilato           | Pesi mediomassimi                        |
| Bronzo   | Luan Krasniqi | Pugilato           | Pesi massimi                             |
| Bronzo   | Sabine Bau Anja Fichtel-Mauritz Monika Weber                                                                                           | Scherma            | Fioretto a squadre femminile             |
| Bronzo   | Oliver Caruso | Sollevamento pesi  | 91 kg maschile                           |
| Bronzo   | Jörg Rosskopf | Tennis tavolo      | Singolo maschile                         |
| Bronzo   | Marc-Kevin Goellner David Prinosil | Tennis             | Doppio maschile                          |

### Medaglie per disciplina
| Sport             | Oro | Argento | Bronzo | Totale |
| ----------------- | --- | ------- | ------ | ------ |
| Canoa/kayak       | 5   | 2       | 2      | 9      |
| Equitazione       | 4   | 0       | 0      | 4      |
| Atletica leggera  | 3   | 1       | 3      | 7      |
| Tiro              | 2   | 2       | 0      | 4      |
| Canottaggio       | 2   | 1       | 1      | 4      |
| Judo              | 1   | 0       | 4      | 5      |
| Ciclismo          | 1   | 0       | 1      | 2      |
| Ginnastica        | 1   | 0       | 0      | 1      |
| Vela              | 1   | 0       | 0      | 1      |
| Sollevamento pesi | 0   | 2       | 1      | 3      |
| Tuffi             | 0   | 2       | 0      | 2      |
| Pugilato          | 0   | 1       | 3      | 4      |
| Lotta             | 0   | 1       | 2      | 3      |
| Tiro con l'arco   | 0   | 1       | 0      | 1      |
| Scherma           | 0   | 0       | 1      | 1      |
| Tennis            | 0   | 0       | 1      | 1      |
| Tennis tavolo     | 0   | 0       | 1      | 1      |

### Plurimedagliati
| Atleta                 | Sport       | Oro | Argento | Bronzo | Totale |
| ---------------------- | ----------- | --- | ------- | ------ | ------ |
| Uli Kirchhoff          | Equitazione | 2   | 0       | 0      | 2      |
| Isabell Werth          | Equitazione | 2   | 0       | 0      | 2      |
| Kay Bluhm              | Canoa/kayak | 1   | 1       | 0      | 2      |
| Birgit Fischer-Schmidt | Canoa/kayak | 1   | 1       | 0      | 2      |
| Torsten Gutsche        | Canoa/kayak | 1   | 1       | 0      | 2      |
| Ramona Portwich        | Canoa/kayak | 1   | 1       | 0      | 2      |
| Dagmar Hase            | Nuoto       | 0   | 3       | 1      | 4      |
| Franziska van Almsick  | Nuoto       | 0   | 2       | 1      | 3      |
| Sandra Völker          | Nuoto       | 0   | 1       | 2      | 3      |
| Meike Freitag          | Nuoto       | 0   | 1       | 1      | 2      |
| Simone Osygus          | Nuoto       | 0   | 1       | 1      | 2      |
| Christian Tröger       | Nuoto       | 0   | 0       | 2      | 2      |

## Risultati

### Calcio
- Donne

| Atleta | Classifica |                     |
| --- | --- | ------------------- |
| V · D · M Nazionale tedesca femminile · Calcio ai Giochi Olimpici Estivi 1996 1 Goller · 2 Nardenbach · 3 Austermühl · 4 Stegemann · 5 Fitschen · 6 Pohlmann · 7 Voss · 8 Wiegmann · 9 Mohr · 10 Neid · 11 Brocker · 12 Kraus · 13 Minnert · 14 P. Wunderlich · 15 Prinz · 16 Lingor · 17 T. Wunderlich · 18 Bornschein · 19 Smisek · 20 Francke · CT : Bisanz | 5° |                     |
| Nazionale tedesca femminile · Calcio ai Giochi Olimpici Estivi 1996 | |                     |
| 1 Goller · 2 Nardenbach · 3 Austermühl · 4 Stegemann · 5 Fitschen · 6 Pohlmann · 7 Voss · 8 Wiegmann · 9 Mohr · 10 Neid · 11 Brocker · 12 Kraus · 13 Minnert · 14 P. Wunderlich · 15 Prinz · 16 Lingor · 17 T. Wunderlich · 18 Bornschein · 19 Smisek · 20 Francke · CT: Bisanz                                                                                | 1 Goller · 2 Nardenbach · 3 Austermühl · 4 Stegemann · 5 Fitschen · 6 Pohlmann · 7 Voss · 8 Wiegmann · 9 Mohr · 10 Neid · 11 Brocker · 12 Kraus · 13 Minnert · 14 P. Wunderlich · 15 Prinz · 16 Lingor · 17 T. Wunderlich · 18 Bornschein · 19 Smisek · 20 Francke · CT: Bisanz | Germania (bandiera) |

### Pallanuoto
| Atleta | Classifica |                     |
| --- | --- | ------------------- |
| V · D · M Nazionale maschile tedesca di pallanuoto · Giochi olimpici - Atlanta 1996 de la Peña • Borgmann • Bukowski • Dahler • Dresel • Dresel • Erjavec • Ilgner • Klingenberg • Reimann • Sterzik • Tomanek • Voß · CT : Nicolae Firoiu | 9° |                     |
| Nazionale maschile tedesca di pallanuoto · Giochi olimpici - Atlanta 1996 | |                     |
| de la Peña • Borgmann • Bukowski • Dahler • Dresel • Dresel • Erjavec • Ilgner • Klingenberg • Reimann • Sterzik • Tomanek • Voß · CT: Nicolae Firoiu                                                                                      | de la Peña • Borgmann • Bukowski • Dahler • Dresel • Dresel • Erjavec • Ilgner • Klingenberg • Reimann • Sterzik • Tomanek • Voß · CT: Nicolae Firoiu | Germania (bandiera) |